# 马娅·安杰卢
马娅·安杰卢（發音： /ˈmaɪ.ə ˈændʒəloʊ/，原名Marguerite Ann Johnson；1928年4月4日—2014年5月28日），是一位美国作家和诗人。她已出版了六本自传，五本散文，数部诗集，并为许多戏剧，电影和电视节目跨度当过编剧，其写作生涯超过50年。她已经获得了众多的奖项和超过30个荣誉博士学位。最出名的是她的系列自传，叙述她的童年和成年早期的经验。
2014年5月28日，她平靜地病逝於自宅。

## 生平

### 早年
安吉洛的出生名為瑪格麗特·安妮·約翰遜（Marguerite Annie Johnson），出生地在美国密苏里州圣路易斯市。她是看門人和海軍營養師貝利·約翰遜（Bailey Johnson）及護士和售卡人薇薇安·約翰遜（Vivian (Baxter) Johnson）的第二個孩子。長她一歲的哥哥名為小貝利（Bailey Jr.），後者將安吉洛暱稱為“馬婭”（Maya），這個暱稱來自“My”（我的）或“Mya Sister”（馬婭妹妹）。3岁时其父母“災難性的婚姻”走向了終結。她与哥哥被父親由火車送到阿肯色州的小镇斯坦普斯跟随祖母安妮·亨德森（Annie Henderson）生活。雖然遭遇了大蕭條和第二次世界大戰，但因為經營銷售生活必需品的雜貨店的緣故，她的祖母實際上相對很富裕。馬婭·安吉洛說她的祖母“做了很精明而誠實的投資”
。四年之後，其父突然回到斯坦普斯，並將兄妹幾人重新安排到聖路易斯的母亲身边生活。八歲時遭到性虐待並被她母親的男朋友弗里曼（Freeman）強姦。她將此事告訴了她的哥哥，後來全家都知道了此事。弗里曼因而被逮捕，但是只囚禁了一天便被放出。四天之後被人謀殺，兇手可能是安吉洛的叔伯之類。在那之后安吉洛突然失聲五年。安吉洛回憶此事時說道：“我曾認為，是我的聲音殺死了他。我殺死了他，因為我說出了他的名字。之後我想我不可以再說話了，因為我的聲音會殺死人”。根據安吉洛的傳記作家瑪西亞·安·吉萊斯皮（Marcia Ann Gillespie）和其同事所述，正是在這一時期安吉洛發展出了驚人的記憶力、閱讀書籍的習慣及觀察世界的能力。
在弗里曼死後不久，安吉洛和他的哥哥被送回祖母身邊。安吉洛依賴她家人的朋友、教師貝莎·弗勞爾斯女士（Mrs. Bertha Flowers），并相信她可以幫助自己重新開口說話。貝莎向安吉洛介紹了查理斯·狄更斯、威廉·莎士比亞、愛倫·坡、道格拉斯·約翰遜、詹姆斯·韋爾登·約翰遜及女藝術家弗朗西絲·哈珀、安·斯賓塞、杰西·福塞特的作品，他們影響了安吉洛的一生。14歲時再次和哥哥搬去和母親一起居住，後來一家搬到了奧克蘭。而後的二戰期間，安吉洛進入加利福尼亞勞動學校，畢業前成為了舊金山的第一位有軌電車售票員 。畢業後三週，她生下了兒子克萊德（Clyde），後來克萊德改名為蓋伊·約翰遜（Guy Johnson）。
安吉洛的第二部自傳《以我之名相聚》（1974）記述了她17至19歲的生活，描繪了一個單身母親社會地位下降并遭受貧困與犯罪之擾。她曾做過老鴇一類的工作，為了撫養自己的兒子換了許多工作和城市。

### 1951–61的職業生涯

安吉洛的第一張專輯《卡利普索女士》（1957），出版原因可能是她夜總會演藝生涯的成功

1951年，安吉洛嫁給了希臘人電工、前海員和有志成為音樂家的托什·安傑洛斯（Tosh Angelos），但當時因為跨種族婚姻而受到母親的非難。在一時期接受現代舞培訓、結識了舞蹈家阿爾文·艾利和露絲·貝克福德。安吉洛和艾利組成了一支名為“艾爾和麗塔”（Al and Rita）的舞蹈隊，在舊金山黑人社會中表演，但從未獲得成功。她隨後與丈夫及兒子一起搬到了紐約市，並師從特立尼達舞蹈家珀爾·普利莫斯學習非洲舞，一年後回到舊金山。
1954年她與安傑洛斯離婚，并開始在紫洋蔥等舊金山周邊夜總會擔任職業舞者。最初使用“瑪格麗特·約翰遜”或“麗塔”等名字表演，但後來遵從經理人的強烈意見而改藝名為“瑪雅·安吉洛”（Maya Angelou），她抓住了卡利普索音樂舞蹈的精髓。1954年至1955年間在歐洲巡迴表演歌劇《波吉與貝絲》，并開始學習所到各國的語言，數年間便精於數國語言了。1957年，隨著自己舞蹈事業的成功，安吉洛出版了第一張專輯《卡利普索女士》，此專輯在1966年以CD的形式再發行。她出現在了非百老匯戲劇界評論上，並出演了電影《卡利普索熱潮》（Calypso Heat Wave），片中安吉洛表演自己創作的作品。
1959年安吉洛遇到了小說家詹姆斯·O·基倫斯，受後者鼓勵，前往紐約市進行寫作。她加入了哈莱姆作家协会，结识了許多著名非洲裔美國作家，例如約翰·亨里克·克拉克、羅莎·蓋伊、葆拉·馬歇爾和朱利安·梅菲爾德，并第一次出版了作品。1960年，在結識人權運動家馬丁·路德·金并傾聽其演講後，她和基倫斯組織了“Cabaret for Freedom”以支持南方基督教领袖会议，同時安吉洛也被該會議任命為北方協調員。安吉洛為民權運動籌措資金，成為了很有影響力的南方基督教領袖會議領導者之一。她開始了卡斯特羅式的及反種族隔離的激進運動。

### 1961年之後
1960年，她與南非民权领袖梅克一起到埃及开罗生活，在那里担任英文周刊《阿拉伯观察家》的编辑。后来她还在加纳生活了几年，在加纳大学音乐和戏剧学院担任教学和管理工作。
1964年，为了帮助民权领袖马尔科姆·X建立新组织，安吉洛回到美国，不久马尔科姆被暗杀。从此，她成为了民权运动的积极分子，并与马丁·路德·金有过密切合作。
1969年，安吉洛完成了自传性质的作品《我知道笼中的鸟儿缘何歌唱》。第二年，该作品一经出版即赢得了公众和批评家的好评。
1998年，安吉洛入选全美妇女名人堂；2000年获得“美国国家艺术勋章”；2008年获得“林肯勋章”；2011年，获得“总统自由勋章”。

## 作品
自传六部曲，包括《我知道笼中的鸟儿缘何歌唱》(1969)、《以我之名相聚》(Gather Together in My Name，1974)、《唱啊，跳啊，就像过圣诞一样快乐》(Singin' and Swingin' and Getting Merry Like Christmas，1976)、《女人心语》(The Heart of a Woman，1981)、《上帝的孩子都需要旅游鞋》（All God's Children Need Traveling Shoes，1986）和《歌声飞入云霄》（A Song Flung Up To Heaven，2002）。

## 引用
1. ↑  Angelou, Maya. . SwissEduc. 2007  [2008-04-06]. （原始内容存档于2013-12-17）.
2. ↑  Glover, Terry. . Ebony 65 (2). December 2009: 67.
3. ↑  Maya Angelou, celebrated US poet and author, dies aged 86 （页面存档备份，存于），衛報，2014-05-28，2014-05-28查閱。（英文）
4. ↑  Ferrer, Anne. . The Star Phoenix. May 29, 2014  [May 30, 2014]. （原始内容存档于2014-05-31）.
5. 1 2  Lupton, p. 4
6. ↑  Angelou (1969), p. 67
7. ↑  Angelou (1969), p. 6
8. ↑  Johnson, Claudia. . Johnson, Claudia  (编). . Detroit, Michigan: Gale Press. 2008: 11. ISBN 978-0-7377-3905-3.
9. ↑  Angelou (1993), pp. 21–24
10. ↑  Angelou (1969), p. 52
11. ↑  Joanne M. Braxton. . Oxford University Press. 1999: 121  [2014-05-31]. ISBN 9780195116076. （原始内容存档于2014-12-22）.
12. ↑  Lupton, p. 5
13. ↑  . BBC World Service Book Club. October 2005  [December 17, 2013]. （原始内容存档于2017-06-03）.
14. ↑  Gillespie et al., p. 22.
15. ↑  Gillespie et al., pp. 21–22.
16. ↑  Angelou (1969), p. 13.
17. ↑  Gillespie et al., p. 23.
18. ↑  Lupton, p. 15.
19. ↑  Gillespie et al., p. 28.
20. ↑  Angelou (1969), p. 279.
21. ↑  Long, Richard. . Smithsonian Magazine. November 1, 2005  [December 17, 2013]. （原始内容存档于2013-11-05）.
22. ↑  Lauret, p. 120
23. ↑  Gillespie et al., p. 29.
24. ↑  Lupton, p. 6.
25. ↑  Hagen, p. xvi.
26. ↑  Gillespie et al., pp. 29, 31.
27. ↑  Powell, Dannye Romine. . . Winston-Salem, North Carolina: John F. Blair Publisher. 1994: 10. ISBN 0-89587-116-5.
28. 1 2  Angelou (1993), p. 95.
29. ↑  Gillespie et al., pp. 36–37.
30. ↑  Gillespie et al., p. 38.
31. ↑  Gillespie et al., p. 41.
32. ↑  Hagen, pp. 91–92.
33. 1 2 3  Miller, John M. . Turner Classic Movies.   [December 18, 2013]. （原始内容存档于2016-10-08）.
34. ↑  Gillespie et al., p. 48.
35. ↑  Angelou (2008), p. 80
36. ↑  Gillespie et al., pp. 49–51.
37. ↑  Als, Hilton. . The New Yorker. August 5, 2002  [December 18, 2013]. （原始内容存档于2014-07-07）.
38. ↑  Hagen, p. 103.
39. ↑  Gillespie et al., p. 57.
40. ↑  . 中国文学网. 2011-03-18. （原始内容存档于2011-11-03）.